# D-d-Übergang
Als d-d-Übergang wird ein Elektronenwechsel zwischen zwei d-Orbitalen innerhalb eines Atoms bezeichnet. Dieser Effekt ist häufig für Farbigkeit in metallischen Komplexen verantwortlich.
Dieser Übergang bezeichnet die energetische Anhebung eines Valenzelektrons in einem d-Orbital. So wird das Elektron in ein energetisch höher gelegenes d-Orbital desselben Atoms transferiert. Dieser Vorgang läuft ohne Spinumkehr ab. (Vergleiche Charge-Transfer-Komplexe.) Dabei wird Licht bestimmter Wellenlänge absorbiert. Die wahrgenommene Farbe ist die Komplementärfarbe.
Tanabe-Sugano-Diagramme veranschaulichen die tatsächlichen Energieniveaus.

## Beispiel  Titan(III)
Titan(III) besitzt noch genau ein d-Elektron. Dadurch ergibt sich folgende Anordnung in einem oktaedrischen Ligandenfeld:
normal: ein Elektron in {\displaystyle t_{2g}}; nach Absorption: ein Elektron in {\displaystyle {e_{g}}^{*}} bei gleichem Spin.